# Шаранса
Шаранса (фр. Charensat) насеље је и општина у централној Француској у региону Оверња, у департману Пиј де Дом која припада префектури Риом.
По подацима из 2011. године у општини је живело 523 становника, а густина насељености је износила 11,2 становника/km². Општина се простире на површини од 46,68 km². Налази се на средњој надморској висини од 685 метара (максималној 764 m, а минималној 546 m).

## Демографија
| 1962. | 1968. | 1975. | 1982. | 1990. | 1999. | 2011. |
| ----- | ----- | ----- | ----- | ----- | ----- | ----- |
| 742   | 776   | 665   | 668   | 559   | 576   | 523   |

График промене броја становника у току последњих година